# 黄泽镇
黄泽镇位于浙江省嵊州市东部。北临余姚市，西临嵊州市城区，南临新昌县。面积97平方公里，人口4.7万。1958年，设立黄泽公社黄泽管理区，1964年，改为黄泽公社，1981年设黄泽镇。历史名人有越剧演员范瑞娟、王文娟等。

## 行政区划
现辖：
黄泽社区、湖头村、三王村、东山王村、兰洲村、许宅村、甲青村、光明村、七一村、新田村、唐叶村、白泥塘村、官湖桥村、后枣园村、普安村、家园村、顺富村、青石桥村、石苎村、灵溪村、渔溪村、恒路村、李丰村、前良村、桥对岸村和白泥坎村。